# Inha Babakova
Inha Babakova (née Butkus, en ukrainien : Інга Альвідосівна Бабакова), née le 27 juin 1967 à Achgabat (Turkménistan), est une athlète ukrainienne spécialiste du saut en hauteur. Elle possède l'un des plus beaux palmarès de la discipline.

## Biographie
Championne du monde en 1999, Inha Babakova remporte également sept autres médailles mondiales, de 1991 à 2001. Elle remporte également la médaille de bronze des Jeux olympiques d'Atlanta en 1996.
Elle détient le record d'Ukraine avec 2,05 m réalisés à Tokyo en 1995 et a détenu celui en salle avec 2,00 m jusqu'en 2008.
Elle franchit 2,01 m à Oslo le 26 juin 2003, jour de son 36e anniversaire. C'est donc le record du monde vétéran, catégories 35 - 40 ans. Il a été égalé par Ruth Beitia en 2014.
Elle est désormais renconvertie en tant qu'entraineur, s'occupant notamment de l'heptathlonienne Ivona Dadic.

## Palmarès
| Date | Compétition                    | Lieu          | Résultat | Marque  |
| ---- | ------------------------------ | ------------- | -------- | ------- |
| 1991 | Championnats du monde          | Tokyo         | 3e       | 1,96 m  |
| 1993 | Championnats du monde en salle | Toronto       | 3e       | 2,00 m  |
| 1995 | Championnats du monde          | Göteborg      | 3e       | 1,99 m  |
| 1995 | Finale mondiale                | Monaco        | 1re      | 2,03 m  |
| 1996 | Jeux olympiques                | Atlanta       | 3e       | 2,01 m  |
| 1997 | Championnats du monde en salle | Paris         | 2e       | 2,00 m  |
| 1997 | Championnats du monde          | Athènes       | 2e       | 1,96 m  |
| 1997 | Finale mondiale                | Fukuoka       | 1re      | 2,02 m  |
| 1999 | Championnats du monde          | Séville       | 1re      | 1,99 m  |
| 1999 | Finale mondiale                | Munich        | 2e       | 1,96 m  |
| 1999 | Golden League                  | Golden League | 2e       | détails |
| 2000 | Jeux olympiques                | Sydney        | 5e       | 1,96 m  |
| 2000 | Golden League                  | Golden League | 1re      | détails |
| 2001 | Championnats du monde en salle | Lisbonne      | 2e       | 2,00 m  |
| 2001 | Championnats du monde          | Edmonton      | 2e       | 2,00 m  |
| 2001 | Finale mondiale                | Melbourne     | 2e       | 1,96 m  |
| 2001 | Golden League                  | Golden League | 2e       | détails |
| 2003 | Championnats du monde          | Paris         | qual.    | 1,88 m  |
| 2003 | Finale mondiale                | Monaco        | 5e       | 1,96 m  |
| 2003 | Golden League                  | Golden League | 2e       | détails |
| 2004 | Jeux olympiques                | Athènes       | 9e       | 1,93 m  |
| 2004 | Finale mondiale                | Monaco        | 4e       | 1,95 m  |

## Records
| Épreuve         | Épreuve      | Performance | Lieu                   | Date                                 |
| --------------- | ------------ | ----------- | ---------------------- | ------------------------------------ |
| Saut en hauteur | En plein air | 2,05 m (NR) | Tokyo                  | 15 septembre 1995                    |
| Saut en hauteur | En salle     | 2,00 m      | Toronto Paris Lisbonne | 13 mars 1993 8 mars 1997 9 mars 2001 |